# Maorithyas flemingi
Maorithyas flemingi är en musselart som beskrevs av Powell 1955. Maorithyas flemingi ingår i släktet Maorithyas och familjen Thyasiridae. Inga underarter finns listade i Catalogue of Life.